# Rihiu
Rihiu ist ein osttimoresischer Ort im Suco Tibar (Verwaltungsamt Bazartete, Gemeinde Liquiçá). Er liegt auf einer Meereshöhe von 387 m, an der Überlandstraße von Tibar nach Gleno, in Aldeia Mau-Soi. Nordöstlich befindet sich der Ort Pokolo, westlich das Dorf Fahiten. Nordöstlich des Dorfes beginnt in der Regenzeit der Fluss Rihlu.